# موني جرام
موني جرام هي شركة أمريكية دولية للمدفوعات وتحويل الأموال من نظير إلى نظير ومقرها في دالاس، تكساس. ولديها مركز عمليات في سانت لويس بارك، مينيسوتا، ومكاتب إقليمية ومحلية حول العالم.
تنقسم خدمة الشركة المالية إلى قسمين؛ تحويل لصندايق مالية حول العالم، وتحويلات ورقية مالية. وتقدم الشركة خدماتها للشركات والأفراد على حد سواء من خلال شبكة من الوكلاء والعملاء في المؤسسات المالية حول العالم.
في 1 يونيو 2023، أكملت شركة ماديسون ديربورن بارتنرز عملية الاستحواذ على موني جرام.

## وصلات خارجية
- الموقع الرسمي